# Erelieva (geslacht)
Erelieva is een geslacht van vlinders van de familie snuitmotten (Pyralidae), uit de onderfamilie Phycitinae.

## Soorten
- E. coca Dyar, 1914
- E. parvulella Ely, 1910
- E. quantulella Hulst, 1887